# تامائو ناکامورا
تامائو ناکامورا (به ژاپنی: 中村 玉緒 Nakamura Tamao)؛(زادهٔ ۱۲ ژوئیهٔ ۱۹۳۹) یک هنرپیشه زن اهل ژاپن است. وی از سال ۱۹۵۳ میلادی تاکنون مشغول فعالیت بوده‌است.
از فیلم‌ها یا برنامه‌های تلویزیونی که وی در آن نقش داشته است می‌توان به شین هیکه‌مونوگاتاری، ۴۷ رونین وفادار اشاره کرد.